# Mitchel Schotman
Mitchel Schotman, né le 15 juin 1996, est un coureur cycliste néerlandais, spécialiste du BMX.

## Biographie
Il réalise sa meilleure saison en 2021, en étant champion des Pays-Bas, vice-champion d'Europe et sixième des mondiaux.

## Palmarès en BMX

### Championnats du monde
- Papendal 2021
  - 6e du BMX
- Copenhague 2025
  - 7e du BMX

### Coupe du monde
- 2017 : 54e du classement général
- 2018 : 30e du classement général
- 2019 : 38e du classement général
- 2022 : 23e du classement général
- 2023 : 27e du classement général

### Championnats d'Europe
- Zolder 2021
  -  Médaillé d'argent du BMX

### Coupe d'Europe
- 2016 : 4e du classement général
- 2017 : 9e du classement général
- 2018 : 5e du classement général, vainqueur d'une manche
- 2021 : 9e du classement général

### Championnats des Pays-Bas
- 2020
  - 2e du BMX
- 2021
  -  Champion des Pays-Bas de BMX